# Okonina
Okonina este o localitate din comuna Ljubno, Slovenia, cu o populație de 185 de locuitori.